# Pseudotensore
In fisica e in matematica, uno pseudotensore di solito è una quantità che trasforma come un tensore sotto una trasformazione di coordinate che conserva l'orientazione, ad esempio una rotazione, ma in aggiunta cambia il segno sotto una trasformazione di coordinate che inverte l'orientazione, ad esempio una rotazione impropria, ossia una trasformazione espressa come una rotazione propria seguita da una riflessione. Uno pseudovettore è uno pseudotensore di rango 1.
C'è un secondo significato di pseudotensore, limitato alla relatività generale. I tensori obbediscono a leggi rigorose di trasformazione, mentre gli pseudotensori non sono così ristretti. Di conseguenza, la forma di uno pseudotensore cambierà, in generale, al variare del sistema di riferimento. Un'equazione contenente pseudotensori che vale in un sistema, non varrà necessariamente in un altro sistema. Questo rende gli pseudotensori di importanza limitata perché le equazioni nelle quali appaiono non sono invarianti nella forma.

## Definizione
Due oggetti matematici piuttosto diversi sono chiamati pseudotensori in contesti diversi. 
Il primo contesto sostanzialmente è un tensore moltiplicato da un ulteriore segno, in modo tale che lo pseudotensore cambi segno con una riflessione mentre un tensore normale non lo cambia. Secondo una definizione, uno pseudotensore P del tipo (p, q) è un oggetto geometrico i componenti del quale, in una base arbitraria, sono numerati da indici (p + q) e obbediscono alla regola di trasformazione
{\displaystyle {\hat {P}}_{\,j_{1}\ldots j_{p}}^{i_{1}\ldots i_{q}}=(-1)^{A}A^{i_{1}}{}_{k_{1}}\cdots A^{i_{q}}{}_{k_{q}}B^{l_{1}}{}_{j_{1}}\cdots B^{l_{p}}{}_{j_{p}}P_{l_{1}\ldots l_{p}}^{k_{1}\ldots k_{q}}}
sotto un cambio di base.
- {\displaystyle {\hat {P}}_{\,j_{1}\ldots j_{p}}^{i_{1}\ldots i_{q}},P_{l_{1}\ldots l_{p}}^{k_{1}\ldots k_{q}}} sono i componenti dello pseudotensore rispettivamente nella nuova e nella vecchia base,
- {\displaystyle A^{i_{q}}{}_{k_{q}},B^{l_{p}}{}_{j_{p}}}sono le matrici di transizione rispettivamente per gli indici controvarianti e per gli indici covarianti,
- {\displaystyle (-1)^{A}=\mathrm {sgn} (\det(A^{i_{q}}{}_{k_{q}}))=\pm {1}}. Questa regola di trasformazione differisce dalla regola per un tensore ordinario per la presenza del fattore (−1)A.

Il secondo contesto dove si usa la parola "pseudotensore" è la relatività generale. In questa teoria, non è possibile descrivere l'energia e la quantità di moto di un campo gravitazionale con un tensore energia-quantità di moto. Piuttosto, si introducono oggetti che si comportano come tensori solo rispetto a un ristretto numero di trasformazioni di coordinate. Rigorosamente parlando, questi oggetti non sono affatto tensori. Un noto esempio di questi pseudotensori è lo pseudotensore di Landau–Lifshitz.

## Esempi
Su varietà non orientabili, non si può definire globalmente una forma di volume a causa della non orientabilità, ma si può definire un elemento di volume, che è formalmente una densità, e può essere chiamata anche un forma di pseudo-volume, per il cambio aggiuntivo del segno.  L'elemento di volume è una densità pseudotensoriale, secondo la prima definizione.
Nell'integrazione multi-dimensionale un cambio di variabili può essere eseguito con l'aggiunta di un fattore del determinante della matrice jacobiana, in valore assoluto. L'uso del valore assoluto introduce un cambio di segno per trasformazioni di coordinate improprie per compensare la convenzione di tenere gli elementi di integrazione (di volume) positivi; perciò, un integrando è un esempio di densità pseudotensoriale secondo la prima definizione.
I simboli di Christoffel di una connessione affine su una varietà possono essere considerati come i termini di correzione delle derivate parziali di un'espressione in coordinate di un campo vettoriale rispetto alle coordinate che rendono la derivata di un campo vettoriale covariante. Mentre la connessione affine stessa non dipende dalla scelta della connessione, i suoi simboli di Christoffel sì, il che li rende una quantità pseudotensoriale secondo la seconda definizione.